# اس‌ام‌اس دویچلند (۱۹۱۴)
اس‌ام‌اس دویچلند (۱۹۱۴) (به انگلیسی: SMS Deutschland (1914)) یک کشتی بود که طول آن ۱۱۳٫۸ متر (۳۷۳ فوت) بود. این کشتی در سال ۱۹۰۹ ساخته شد.